# Hugo Lederer
Hugo Lederer (16. listopadu 1871 Znojmo – 1. srpna 1940 Berlín) byl sochař a medailér. Jeho nejznámějším dílem je monumentální Bismarckův pomník v Hamburku (1902 až 1906).

## Život
Narodil se a v mládí žil ve Znojmě, v ulici V Jirchářích. Vyrůstal mezi 9 dětmi rodiny znojemského malíře pokojů německé národnosti. Jeho matka rozená Balíková byla znojemská Češka. V letech 1884 až 1887 Lederer navštěvoval keramickou školu ve Znojmě. Po vystudování této školy jej najal do svého uměleckého ateliéru v Erfurtu Adalbert Deutschmann. Od roku 1890 se učil v Drážďanech u sochaře Johannese Schillinga, poté krátce u Christiana Behrense ve Vratislavi, odkud odjel do Berlína k Robertu Toberentzovi. V roce 1895 si založil vlastní ateliér. Největšího úspěchu dosáhl v roce 1902 zakázkou na Bismarckův pomník v centru Hamburku. V roce 1919 odešel učit na Akademii umění v Berlíně; mezi jeho studenty byl Josef Thorak. Dokumentaci své práce odkázal znojemskému muzeu.

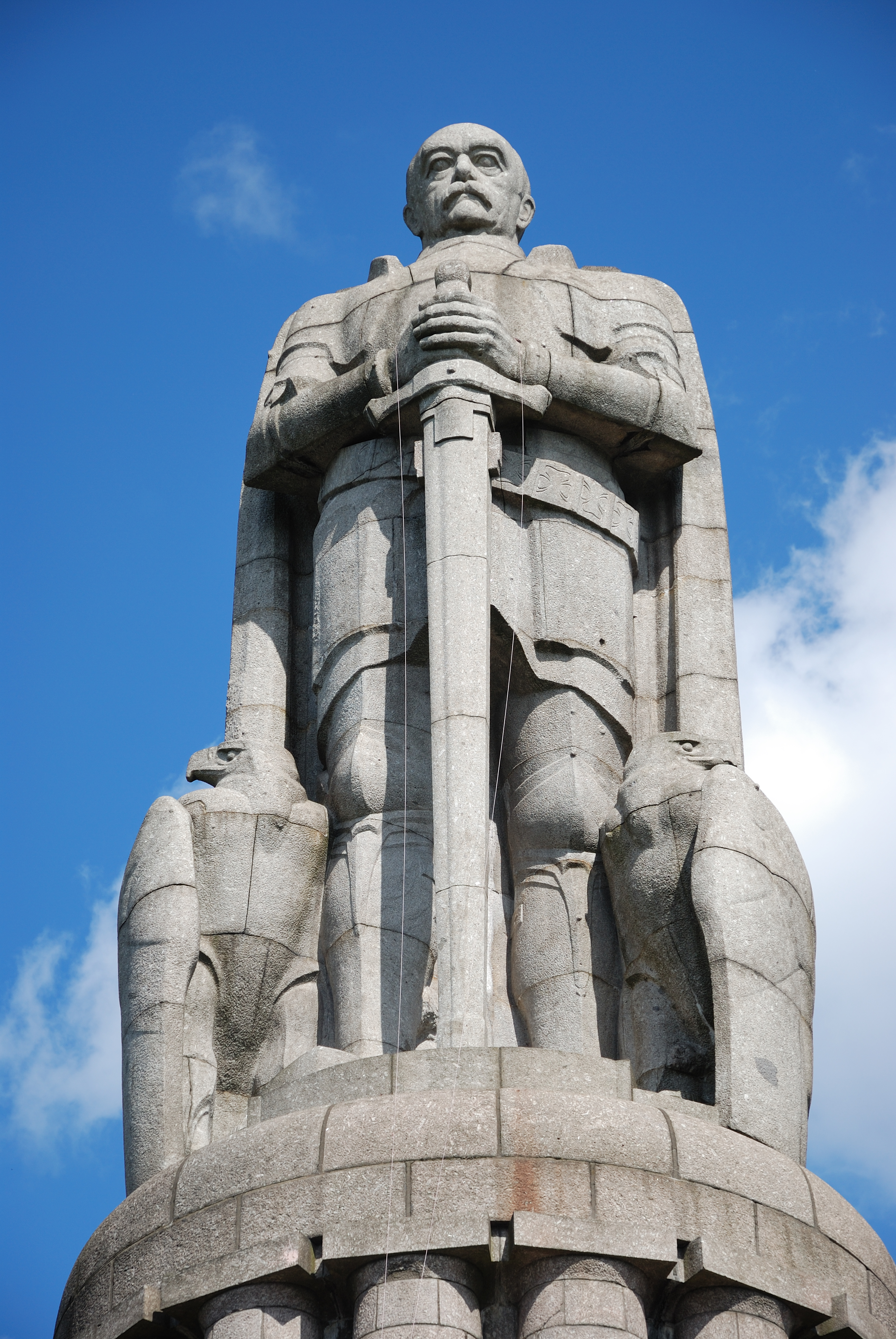
Bismarckův pomník v Hamburku
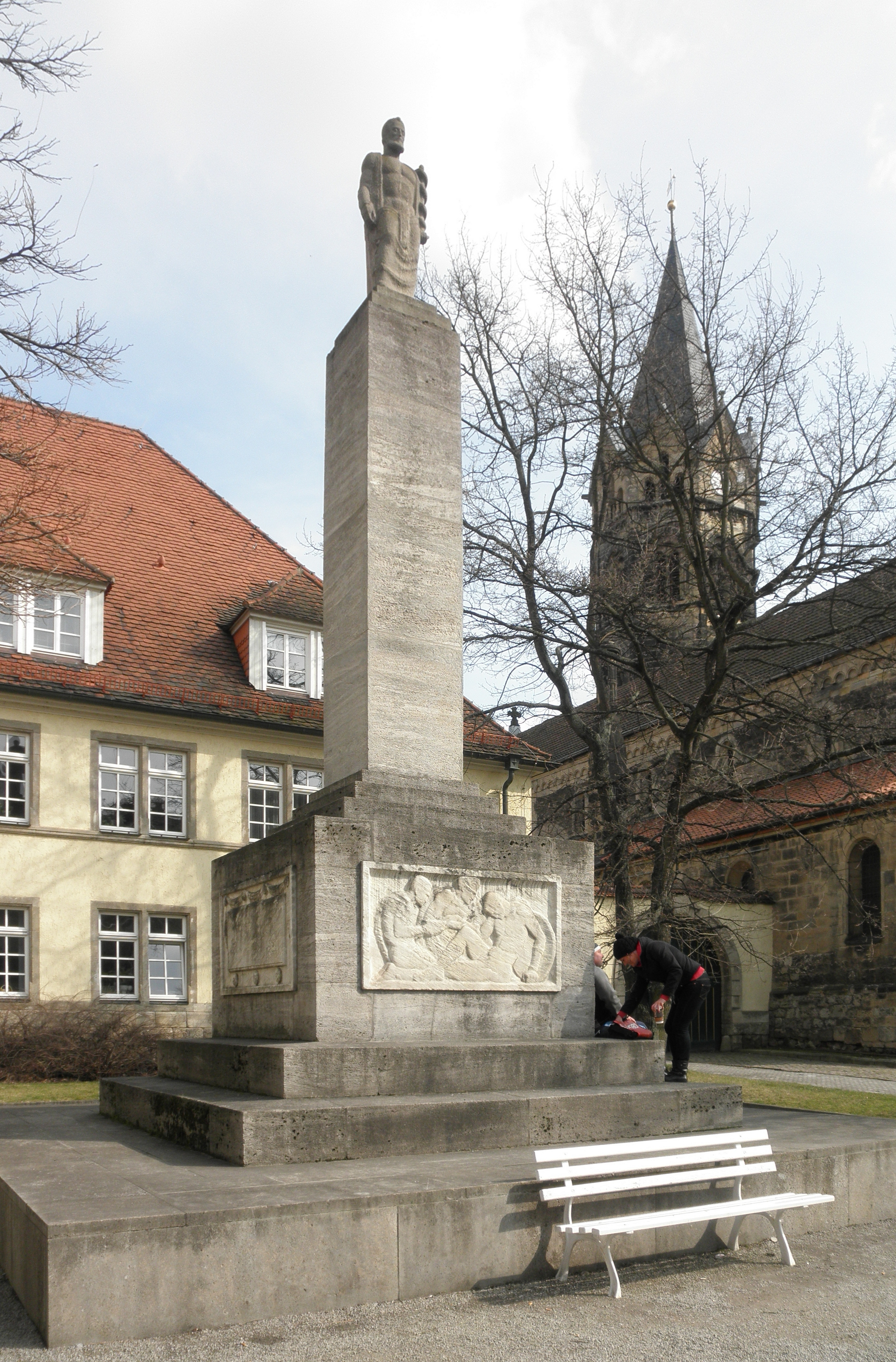
Památník v Eisenachu na památku německých lékařů, kteří zemřeli v první světové válce